# Nealcidion latipenne
Nealcidion latipenne là một loài bọ cánh cứng trong họ Cerambycidae.